# Henri Grégoire

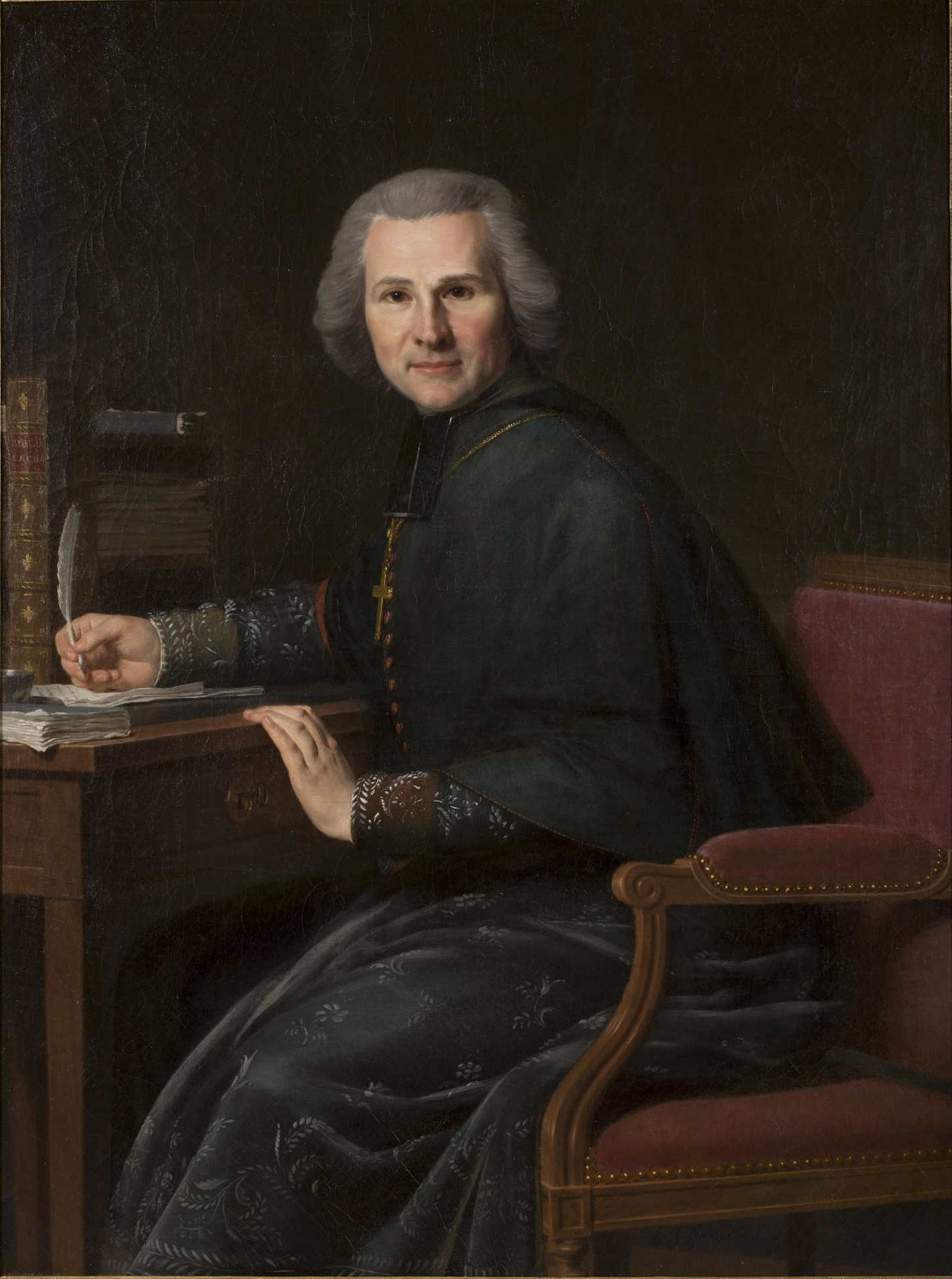
Henri Grégoire

Henri Jean-Baptiste Grégoire, auch genannt Abbé Grégoire (* 4. Dezember 1750 in Vého, Lothringen; † 20. Mai 1831 in Paris), war ein französischer Priester, Bischof und Politiker zur Zeit der Französischen Revolution. Bekannt wurde er nicht zuletzt wegen der Forderung nach Abschaffung der Sklaverei.

## Leben

### Herkunft und politischer Aufstieg
Er war der Sohn eines Schneiders und machte seinen Abschluss im Jesuitenkolleg von Nancy. Im Jahr 1782 wurde er Priester, von 1783 bis zur Revolution wirkte er als Pfarrer in Emberménil.
Bei Beginn der Revolution wurde er 1789 vom Klerus im Bezirk (Bailliage) Nancy als Mitglied der Generalstände gewählt. Auch als revolutionärer Politiker, der für die Abschaffung der Privilegien von Adel und Klerus eintrat, wurde er meist Abbé Grégoire genannt. In den Generalständen war er schon bald ein Wortführer des reformorientierten Klerus in der Tradition jansenistischer und gallikanischer Vorstellungen. Als einer der ersten Abgeordneten des Klerus wechselte er in den Dritten Stand, wenig später folgte der Zusammenschluss der Generalstände zur Nationalversammlung. Während des Sturms auf die Bastille leitete er die Sitzung der Versammlung und sprach leidenschaftlich gegen die Feinde der Nation.

### Konstitutioneller Bischof
Als Kirchenpolitiker unterstützte Grégoire die Zivilverfassung des Klerus, die 1790 von der Nationalversammlung verabschiedet wurde. Die Diözesen der „konstitutionellen Kirche“ richteten sich an den Grenzen der im gleichen Jahr neugeschaffenen Départements aus. Grégoire wurde in zwei Départments gewählt und entschied sich dann für das Département Loir-et-Cher. Er nahm den traditionellen Titel eines Bischofs von Blois an und leistete als erster Kleriker am 27. Dezember 1790 den geforderten Eid auf die Zivilverfassung. Da diese Reformen gegen den Willen des Papstes geschahen, kam es in Frankreich zur Kirchenspaltung zwischen konstitutioneller und romtreuer Kirche, wobei letztere heftigen Verfolgungsmaßnahmen ausgesetzt war. Als Konstitutioneller Bischof leistete der Abbé Grégoire einen wesentlichen Beitrag zur Kirchenorganisation während der Revolution. Ferner übernahm er eine Führungsrolle bei den national-französischen Konzilien der Jahre 1797 und 1801.

### Politische Forderungen
Abbé Grégoire gehörte der verfassunggebenden Nationalversammlung an. Dort trat er dafür ein, die Erklärung der Menschen- und Bürgerrechte vom 26. August 1789 durch eine Déclaration du droit des gens zu ergänzen, welche die Prinzipien der Französischen Revolution auf alle Völker ausdehnen sollte. Sein Vorschlag basierte auf dem Naturzustand, der zwischen den Nationen bestehe, und einer für diese verbindlichen allgemeinen Moral. Kurzzeitig, vom 18. bis zum 29. Januar 1791, war er Vorsitzender der verfassunggebenden Nationalversammlung.
Von 1792 bis 1794 war Grégoire Mitglied des Nationalkonvents. Grégoire befürwortete die Abschaffung der Monarchie und die Verurteilung des Königs. Er verstand sich als Weltbürger und war davon überzeugt, dass die Aufhebung des französischen Königtums der erste Schritt zum Zusammenschluss aller Völker sei. Seine Stellung zur Hinrichtung Ludwigs XVI. ist dagegen umstritten. Zum Zeitpunkt der entscheidenden Abstimmung war er abwesend; später beteuerte er wiederholt, die Hinrichtung des Königs abgelehnt zu haben. Er kämpfte nachdrücklich für ein Ende der Sklaverei in den Kolonien, die vom Nationalkonvent 1794 abgeschafft wurde. Schon im Vorfeld der Revolution war er für die Judenemanzipation eingetreten. Von den Juden verlangte er im Gegenzug die sprachliche Assimilation (siehe näher dazu die Geschichte der Juden in Frankreich).
Umstritten ist bis heute seine radikale Haltung, von staatlicher Seite alle von der Pariser Hochsprache abweichenden Regional- und Minderheitensprachen zurückzudrängen. Am 4. Juni 1794 präsentierte er dem Nationalkonvent einen Bericht, in dem er die Unterdrückung der Dialekte und Regionalsprachen und die ausschließliche Verwendung des Französischen verlangte, damit die Revolution auf dem Land besser Fuß fassen könne. Die damit einhergehenden Maßnahmen, wozu er auch eine ausführliche Enquête über die Mundarten veranlasste, leiteten eine langfristige Politik ein, die zum Niedergang der Regionalsprachen führte, darunter des Okzitanischen.

### Laufbahn nach 1794
Auch nach dem 9. Thermidor und dem Ende der radikalen Phase der Revolution blieb Grégoire als Politiker tätig. Im Jahr 1795 wurde er Mitglied des durch die neue Verfassung geschaffenen Rats der Fünfhundert sowie Mitglied der Académie des Inscriptions et Belles-Lettres. Nach dem Staatsstreich des 18. Brumaire VIII (9. November 1799) wurde er Mitglied des Corps Législatif und danach 1801 Mitglied des Senats. Grégoire erwies sich in der Folgezeit als politischer Gegner Napoleon Bonapartes und verweigerte sich der Versöhnungspolitik mit dem Heiligen Stuhl durch das Konkordat von 1801. Grégoire legte daraufhin am 8. Oktober 1801 sein Bischofsamt nieder. Trotz seiner Kritik an der Proklamation des Kaiserreichs und der Einrichtung eines napoleonischen Adels wurde er zum Graf und Komtur der Ehrenlegion ernannt.

### Gang ins Exil und späteres Leben
In der späteren Zeit der Herrschaft Kaiser Napoleons begab er sich ins Exil nach England und Deutschland. Im Jahr 1814 kehrte er schließlich nach Frankreich zurück und ließ auch während der Herrschaft der Hundert Tage nicht von seinem Gegensatz zu Napoleon ab. In der Zeit der Restauration galt Grégoire wiederum als Revolutionär und ehemaliger schismatischer Bischof. Er wurde aus dem Institut de France ausgeschlossen und zum Rückzug ins Privatleben gezwungen. Als politischer Kritiker bewahrte er indes seinen Einfluss. 1818 wollte der haitianische Präsident Jean-Pierre Boyer Henri Grégoire zum Bischof von Haiti ernennen, was dieser jedoch angesichts seines vorgerückten Alters dankend ablehnte.
Gegen Ende seines Lebens war Henri Grégoire verarmt und genötigt, seine Bibliothek zu verkaufen. Seine sterblichen Überreste wurden im Jahr 1989 in das Panthéon überführt.

## Schriften
- De la littérature des nègres, ou Recherches sur leurs facultés intellectuelles, leurs qualités morales et leur littérature (1808)
- Les ruines de Port-Royal des Champs, en 1809, année séculaire de la destruction de ce monastère (1809)
- Observations critiques sur le poeme de M. Joel Barlow The Colombiad, in 4° Philadelphia 1807 (1809)
- Histoire des sectes religieuses, depuis le commencement du siècle dernier jusqu'à l'époque actuelle (1810)
- De la Traité et de l’esclavage des noirs et des blancs. Ergon, Paris 1815 (Digitalisat)
- Essai historique sur les libertés de l'église gallicane et des autres églisés de la catholicité, pendant les deux denrniers siècles (1818)
- Recherches historiques sur les congregations hospitalieres des Freres pontifes, ou constructeurs de ponts (1818)
- Manuel de piété a l’usage des hommes de couleur et des noirs (1818)
- Des gardemalades, et de la nécessité d'établir pour elles des cours d'instruction (1819)
- De l'influence du Christianisme sur la condition des femmes (1821)
- Grégoireana, ou résumé général de la conduite, des actions, et des écrits de M. le comte Henri Grégoire, vorangestellt ist eine Lebensskizze von Cousin d’Avalon (1821)
- De la liberté de conscience et de culte à Haïti (1824)
- Histoire des confesseurs des empereurs, des rois, et d'autres princes (1824)
- Histoire du mariage des prêtres en France: particulièrement depuis 1789 (1826)
- Histoire du manage des primes en France (1826)
- Histoire des sectes religieuses qui sont nees, se sont modifiées, se sont éteintes dans les ... (1828)
- Mémoires de Grégoire, ancien évêque de Blois. Précédés d’un notice historique sur l’auteur par M.H. Carot (1837)
- Geschichte des Theophilanthropismus von seinem Ursprunge bis zu seiner Erlöschung. Aus dem Französischen, Hannover 1806. (Digitalisat in der Digitalen Bibliothek Mecklenburg-Vorpommern)